# Трибой, Владимир Павлович
Владимир Павлович Трибой (8 августа 1970, Одесса, Украинская ССР) — украинский футболист, игрок в мини-футбол. Вратарь. Мастер спорта Украины. Двукратный чемпион Украины, двукратный обладатель Кубка Украины, бронзовый призёр чемпионата мира среди студентов.

## Биография
Воспитанник одесской ДЮСШ-6 (тренер — Тамаз Элисашвили) и СКА (тренер — Сергей Малюта). Начинал карьеру в одесском СКА во второй союзной лиге. Далее пробовал свои силы в различных футбольных командах СССР и Украины.
Первый опыт в мини-футболе датируется сезоном 1994—1995, когда он сыграл за одесский МФК «Эвербак» в первой украинской лиге. После чего с Олегом Безуглым и Георгием Мельниковым перешёл в одесский «Локомотив». Довольно успешно дебютировал в новой для себя игре и вскоре был призван под знамёна сборной Украины, в составе которой принял участие в первом чемпионате Европы (5-е место), который прошёл в начале января 1996 года. В составе сборной Украины стал бронзовым призёром студенческого чемпионата мира 1996 года. В сезонах 1995/96 и 1996/97 бессменный вратарь «Локомотива».
В 1998 году перешёл в ильичевское «Море», которое также выступало в высшей лиге чемпионата Украины. После сезона 1998/99 оставил профессиональный мини-футбол и выступал за любительские коллективы. В 2002 году вернулся в большой мини-футбол, став вратарем одесского МФК «Атлетик». Вместе с командой в сезоне 2003/04 стал бронзовым призёром чемпионата Украины среди команд первой лиги и завоевал путевку в элитный дивизион, где, по финансовым причинам «Атлетик» так и не сыграл. В «Атлетике» Трибой завершил свою игровую карьеру.
Весной 2004 года в новом для себя качестве — главного тренера — привёл к победе в Кубке Одесской области по мини-футболу одесский любительский клуб «ЛУКойл», с которым также завоевал серебряные медали чемпионата Одессы.
В период 2004—2007 работал тренером вратарей МФК «Маррион» (Одесса). В 2012 году вернулся к тренерской деятельности в МФК «Маррион» — работал с вратарями детской школы клуба и первой команды.
В 2015 году после трехлетнего перерыва вернулся к тренерской деятельности, став тренером вратарей одесской команды «МКВ», выступающей в национальных (в сезоне-2017/18 в первой лиге Украины) и городских соревнованиях. За период работы завоевал вместе с командой пять трофеев, в том числе два титула чемпиона Одессы, а также титул победителя первой лиги Всеукраинского финала Любительской футзальной лиги Украины.
С начала сезона-2017/18 параллельно с МКВ приступил к работе тренером вратарей команды Экстра-Лиги Украины (высший дивизион чемпионата Украины) МФК «Эпицентр К Авангард» (Одесса).
В 2019 году Владимир Трибой открыл в Одессе школу подготовки футзальных вратарей. Это первая подобная школа в Украине.
В 2024 году приступил к работе тренером вратарей одесской команды  «Tyre Expert», которая выступает в первой лиге чемпионата Украины.

## Достижения
- Чемпион Украины по мини-футболу (2): 1995/96, 1996/97.
- Обладатель Кубка Украины по мини-футболу (2): 1997, 1998.
- Обладатель малых бронзовых медалей Турнира Европейских Чемпионов: 1997.
- Бронзовый призёр чемпионата мира среди студенческих команд 1996.
- Бронзовый призёр чемпионата Украины среди команд первой лиги 2004.